# 840 TCN
840 TCN là một năm trong lịch La Mã.